# I Dig Love
I Dig Love è un brano musicale di George Harrison incluso nel suo triplo album solista All Things Must Pass del 1970.

## Il brano

### Storia e composizione
Come Woman Don't You Cry for Me e Sue Me, Sue You Blues, I Dig Love è nata da un esperimento di George Harrison su una chitarra slide con l'accordatura aperta in Mi. Questa tecnica era stata insegnata all'ex-Beatle da Delaney Bramlett, del duo Delaney & Bonnie nell'autunno del 1969, mentre Harrison era in tour con la coppia e con Eric Clapton; occorreva questo insegnamento per poter far suonare Harrison come Dave Mason nel brano Coming Home, poiché questi aveva da poco lasciato la band di supporto.
I Dig Love venne composta nella prima metà del 1970, e secondo il biografo Simon Leng presenta nel testo una "libidinosa deviazione" dai temi generali di All Things Must Pass, con un testo molto legato al tema della libertà sessuale degli anni sessanta. Per il testo, la canzone è stata paragonata a brani degli ultimi anni dei Beatles, come Why Don't We Do It in the Road?, composta da Paul McCartney nel 1968. Inoltre, Gary Tillery ha dichiarato che questa e Wah-Wah, anch'essa da All Things Must Pass, sono due brani della discografia harrisoniana che avrebbero potuto essere cantati da John Lennon, e Leng ha paragonato I Dig Love con l'inno edonistico Love the One You're With, pubblicato da Stephen Stills con il quale George ha collaborato durante la realizzazione dell'eponimo album di Doris Troy, pubblicato dalla Apple Records a settembre 1970, un paio di mesi prima rispetto alla pubblicazione del suo triplo LP.

### Registrazione
La base ritmica della canzone venne registrata a Londra, agli Abbey Road Studios, tra la fine di maggio e l'agosto 1970. La band di supporto comprende Eric Clapton e Dave Mason alla chitarra slide assieme a Harrison, e vari musicisti alle tastiere: infatti, l'introduzione di pianoforte è suonata da Bobby Whitlock, mentre la parte di pianoforte elettrico Wurlitzer e quella di organo Hammond sono ad opera, rispettivamente, di Gary Wright e di Billy Preston; inoltre, Ringo Starr e Jim Gordon suonano entrambi la batteria. Il co-produttore Phil Spector consigliò di aggiungere un sintetizzatore su I Dig Love, ma la proposta venne ignorata; probabilmente, l'unica sovraincisione avvenuta fu una parte di chitarra solista suonata da Harrison.
Buona parte del gruppo di supporto è formata da amici di Harrison: Eric Clapton aveva già suonato in While My Guitar Gently Weeps dei Beatles e, sebbene gli avesse rubato la moglie Pattie Boyd nel 1974, le collaborazioni con il chitarrista proseguirono nel corso degli anni. Gary Wright collaborò con l'ex-Beatle in All Things Must Pass, ma non fu un episodio isolato: anch'egli divenne un suo assiduo collaboratore, e i due scrissero insieme If You Believe, brano presente nell'album George Harrison del 1979. Billy Preston, da adolescente, era l'organista di Little Richard, e conobbe per la prima volta i quattro Beatles ad Amburgo, a fine 1962; inoltre, su proposta di Harrison, si era già unito al gruppo per la registrazione di Let It Be e Abbey Road, collaborazioni che gli fecero guadagnare l'appellativo di "quinto Beatle". Ringo Starr era entrato nei Beatles invitato da Lennon e McCartney nel 1962 per sostituire Pete Best, e fu l'unico altro membro della band ad apparire nel triplo LP.

### Pubblicazione ed accoglienza
I Dig Love venne pubblicata, a fine novembre 1970, sul lato D del triplo album All Things Must Pass; è quindi l'ultima traccia di apertura di una facciata di canzoni del disco, poiché il successivo 33 giri è unicamente composto da lunghe jam session; quindicesima traccia in generale e sesta del secondo LP, il lato C è chiuso dalla title track All Things Must Pass, mentre il secondo brano della quarta facciata è Art of Dying. Mentre la ristampa su CD del 1987 non presenta modifiche alla scaletta originaria, quella del 2001 include cinque bonus track a metà album, diviso in due compact disc: in questo caso, I Dig Love diventa la sesta traccia del secondo album e la ventesima in generale, ma non cambiano i brani attorno ad essa.
Alan Smith, sul New Musical Express, lodò I Dig Love, descrivendola come una semplice ma efficiente traccia d'apertura che "sarebbe cresciuta con il passare del tempo", sbagliando totalmente previsione. Chip Madinger e Mark Easter, tacciando il brano come un ripetitivo riempitivo, hanno fatto notare che, nei numerosissimi bootleg estratti dalle sessioni per All Things Must Pass, non sono presenti nessun altro mixaggio o nastro alternativi per il pezzo, il che fa pensare che sia stato registrato in uno stile "buona la prima". Simon Leng ha criticato, di I Dig Love, sia l'armonia ripetitiva che il testo, da lui indicato come probabilmente il peggiore della discografia harrisoniana; ha inoltre scritto che la parte di chitarra solista e l'incisiva linea vocale quasi lo salvano, ma che il brano non presenta l'espressività del resto del disco. Anche Ian Inglis ha criticato la canzone, descrivendola come la ripetizione al pianoforte di un semplice slogan; confrontando Love the One You're With di Stills con I Dig Love, Inglis ha affermato che, mentre la prima è una celebrazione dell'approvazione della libertà d'amore, questa è un debole e cupo brano sull'argomento. Elliot Huntley ha scritto che la canzone è gettata là, appena rivestita da quattro accordi; un "numero quasi innovativo" che aveva però bisogno di essere meno lugubre, per concludere che I Dig Love può essere descritta come una composizione audace che andava elaborata meglio nel corso dell'incisione, e che riesce, nonostante tutto, a funzionare abbastanza bene.

## Formazione
- George Harrison: voce, chitarra slide
- Eric Clapton: chitarra slide
- Dave Mason: chitarra slide
- Klaus Voormann: basso elettrico
- Bobby Whitlock: pianoforte
- Gary Wright: pianoforte elettrico Wurlitzer
- Billy Preston: organo Hammond
- Ringo Starr: batteria
- Jim Gordon: batteria[6]